# The Walking Dead: Original Soundtrack — Vol. 1
The Walking Dead: Original Soundtrack – Vol. 1 — это альбом-саундтрек американского постапокалиптического телесериала «Ходячие Мертвецы». Альбом был выпущен 17 марта 2013 года на лейбле Universal Republic Records.

## Об альбоме
Альбом был выпущен 17 марта 2013 года на лейбле Universal Republic Records, трек «The Parting Glass» был выпущен ранее в виде сингла в исполнении американской актрисы и певицы Эмили Кинни и американской актрисы Лорен Коэн.

## Отзывы критиков
Хизер Фарес из AllMusic считает, что «удивительно, что в альбоме мало оригинальной музыки из шоу». По её мнению наличию композитора Бэра Маккрира напоминает «блестящую музыку Майкла Джаккино для „Остаться в живых“» . По мнению рецензента «выбранные песни были тонко и хорошо использованы для пост-шоу». Она отметила трек «Sinking Man» записанной исландской группы «Of Monsters and Men» назвав этот трек «печальным» песню «Running» записанной музыкальным коллективом из Сан-Диего «Delta Spirit» она назвала «суровым» и отметила, что трек показал «резкие грани и мрачную красоту „Ходячих мертвецов“ во всей красе». По её мнению сама пластинка понравится фанатам сериала, но она «не отражает сути сериала так, как это было бы в саундтреке с большим количеством музыки МакКрири».

## Трек-лист
Адаптировано под AllMusic и Apple Music.
| №  | Название                 | Исполнитель             | Длительность |
| -- | ------------------------ | ----------------------- | ------------ |
| 1. | «Lead Me Home»           | Jamie N Commons         | 1:57         |
| 2. | «Main Title Theme»       | Bear McCreary           | 4:23         |
| 3. | «You Are the Wilderness» | Voxhaul Broadcast       | 5:16         |
| 4. | «Love Bug»               | Baby Bee                | 2:52         |
| 5. | «Warm Shadow»            | Fink                    | 5:33         |
| 6. | «Sinking man»            | Of Monsters and Men     | 2:46         |
| 7. | «The Parting Glass»      | Эмили Кинни, Лорен Коэн | 2:57         |
| 8. | «Running»                | Delta Spirit            | 3:12         |

5 из 8 треков присутствуют в третьем сезоне:
1) Первый трек («Lead Me Home») присутствует в двенадцатом эпизоде  «Clear».
2) Третий трек («You Are the Wilderness») в четырнадцатом эпизоде «Prey».
3) Четвёртый трек («Love Bug») в пятом эпизоде «Say the Word».
4) Пятый трек («Warm Shadow») в тринадцатом эпизоде «Arrow on the Doorpost».
5) Седьмой трек («The Parting Glass») в первом эпизоде «Seed».

## История выпуска релиза
| Страна                    | Дата           | Формат            |
| ------------------------- | -------------- | ----------------- |
| Соединённые Штаты Америки | 17 марта, 2013 | Цифровая загрузка |
| Соединённые Штаты Америки | 19 марта, 2013 | CD                |

## Чарты
| Чарт (2013) | Высшая позиция |
| ----------- | -------------- |
| Billboard   | 54             |